# Василій Визнавець
Василій Визнавець († 747) — аскет, сподвижник Прокопія Декаполіта, ув'язнений за боротьбу з іконоборством, християнський святий.
Життя Василія, пам'ять якого звеличуємо цього дня, було тісно пов'язане з життям св. Прокопія Декаполіта. Обоє служили Богу в монастирі й були непохитними у Христовій вірі, яку виявили за правління імператора Лева, гонителя правовірних християн за вшановування святих образів.
Тож невдовзі вони разом були за цю святу справу ув'язнені і зазнали важких мук. Після смерті імператора Василій вийшов на волю. Решту свого життя провів на самоті серед молитви й великого самозречення. Закінчив Василій Визнавець своє праведне життя 747 року.
- Пам'ять — 13 березня